# Etrema leukospiralis
Etrema leukospiralis é uma espécie de gastrópode do gênero Etrema, pertencente à família Clathurellidae.